# OnePlus
Uppslagsordet ”1+” leder hit.

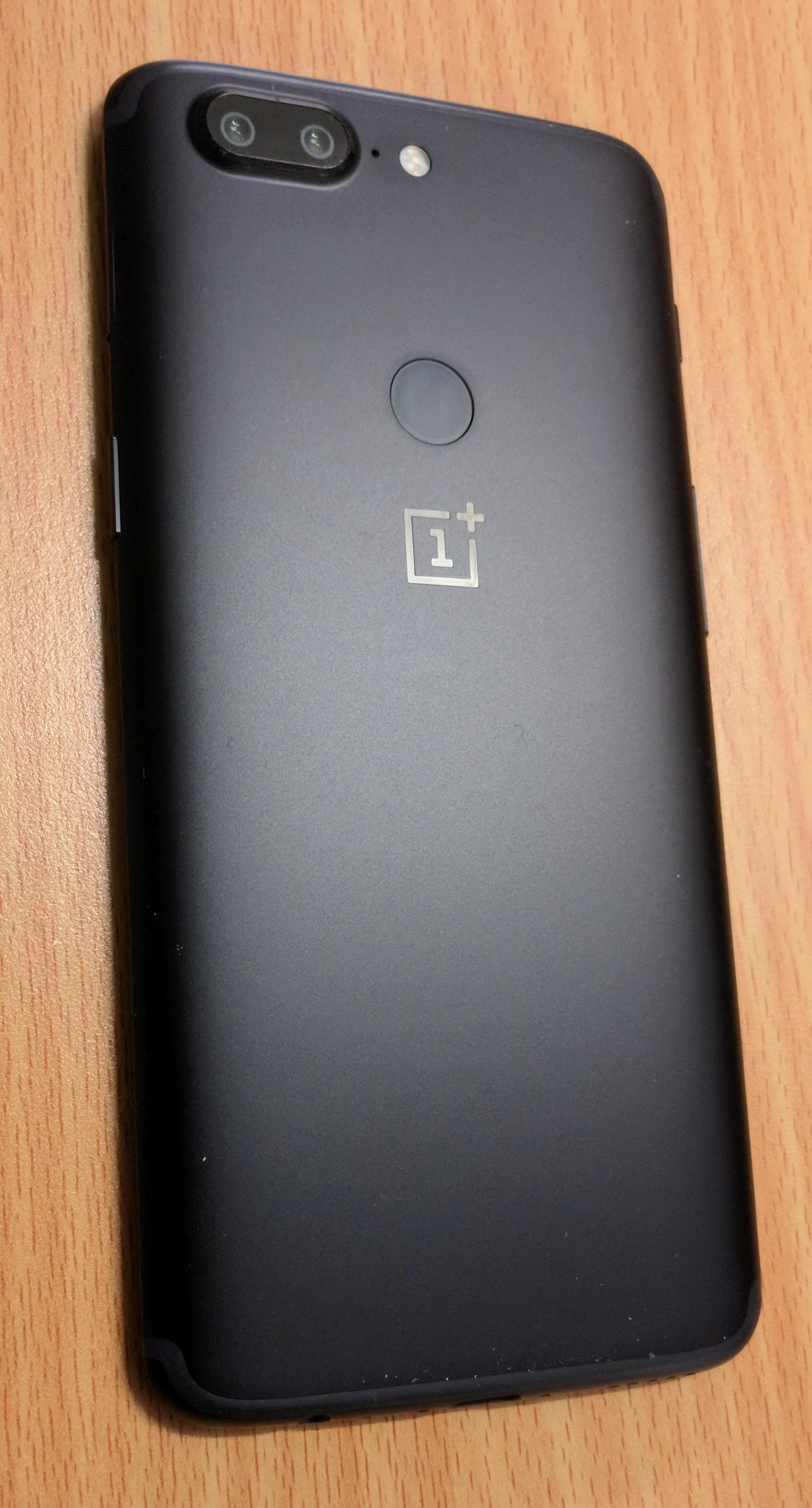
OnePlus 5T

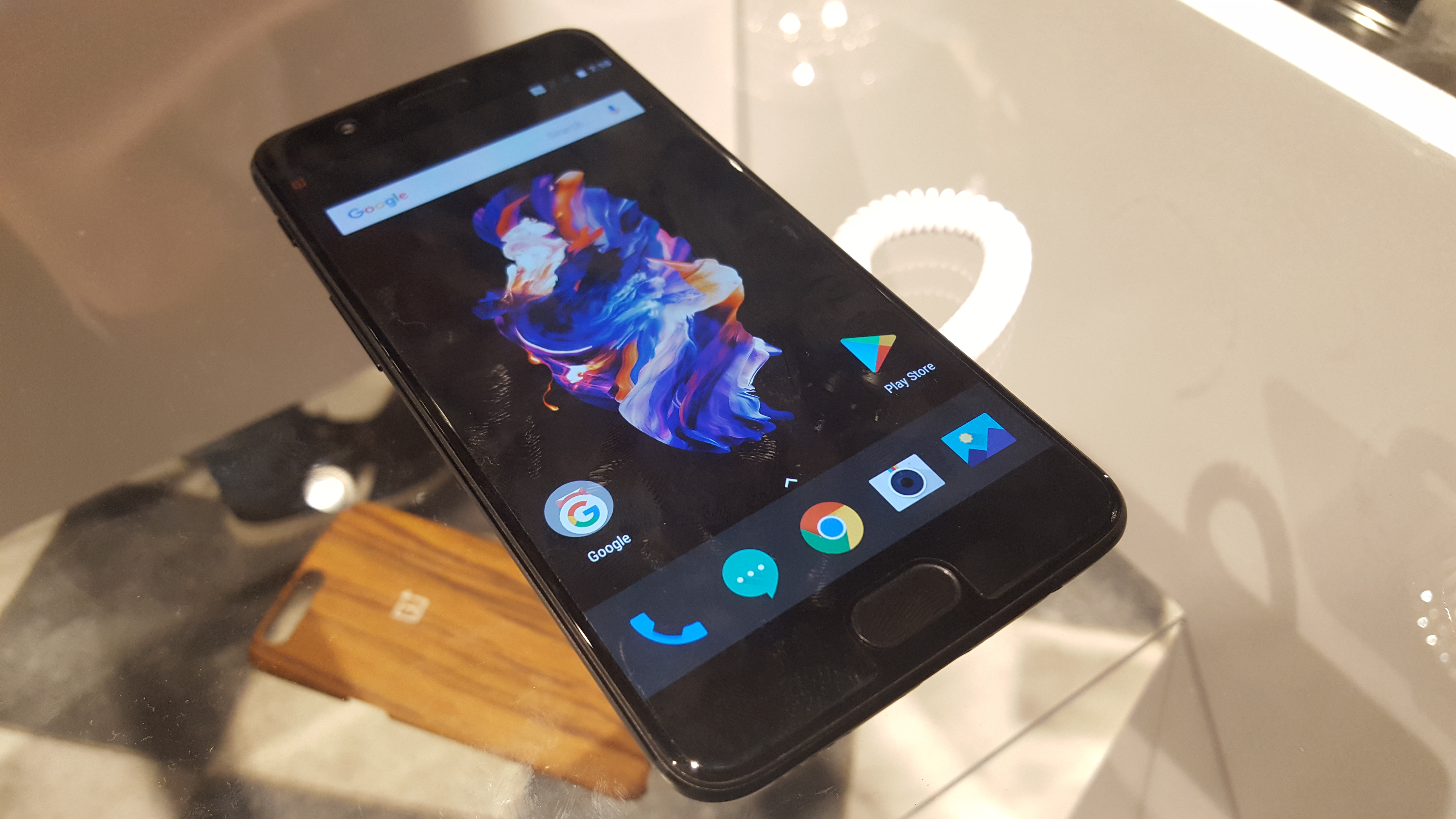
OnePlus 5

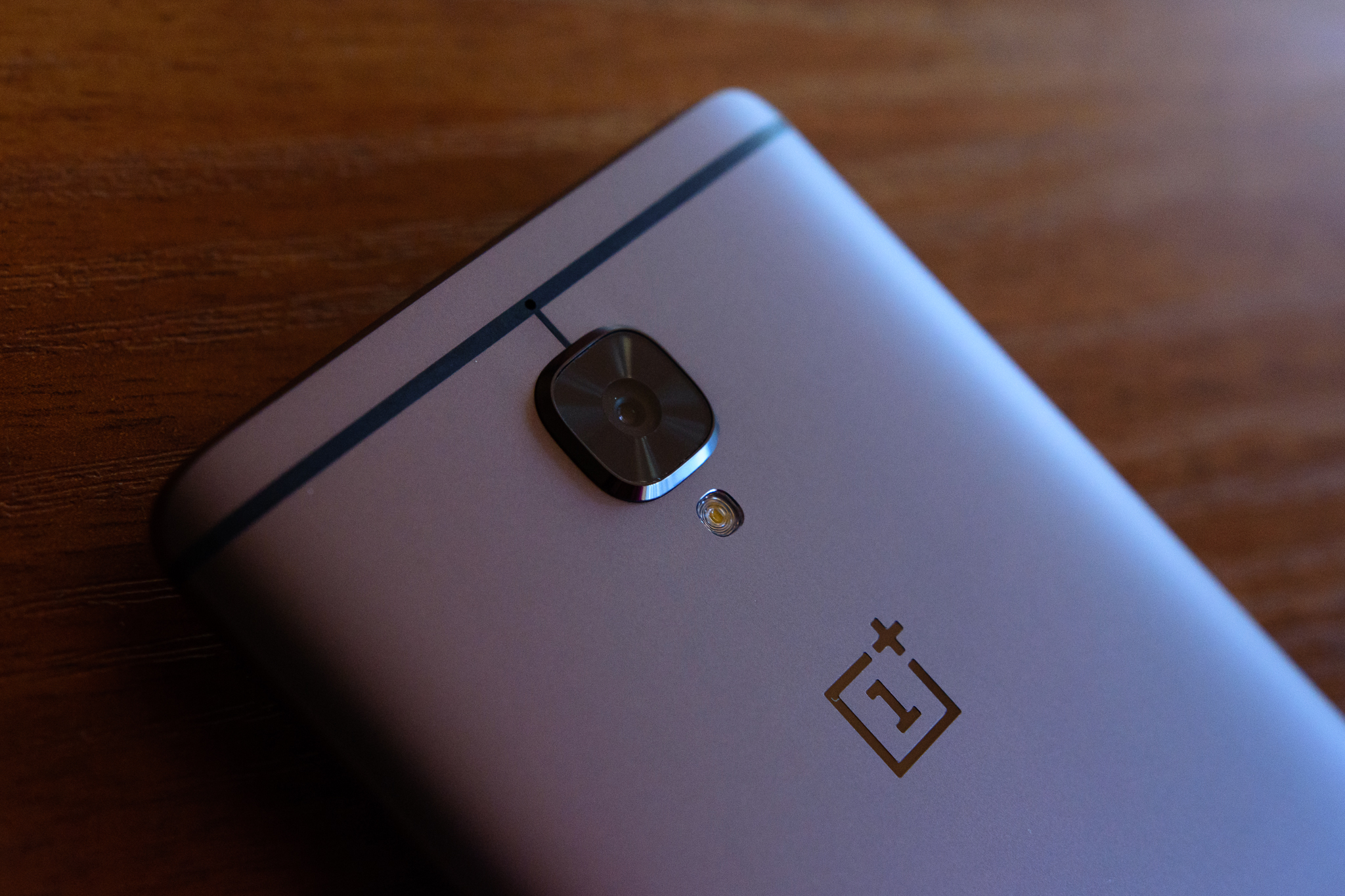
OnePlus 3T

OnePlus är en kinesisk smartmobiltillverkare grundat av svensken Carl Pei och Pete Lau  i december 2013. Företaget är verksam officiellt i 34 länder och regioner runt om i världen från juli 2018 och har sitt europeiska huvudkontor i Helsingfors, Finland.

## Historia
I december 2013 grundades OnePlus av Carl Pei och Pete Lau. Både Carl Pei och Pete Lau hade en bakgrund hos den kinesiska telefontillverkaren OPPO.
OnePlus släppte sin första telefon, OnePlus One under våren 2014. Den kostade vid lanseringen 300 dollar utan abonnemang. Telefonen körde Android med den populära ROMen CyanogenMod. Nio månader senare hade OnePlus en omsättning på 300 miljoner dollar och hade sålt över 1,5 miljoner telefoner.

## Produkter
| Mobiltelefon           | Datum            |
| ---------------------- | ---------------- |
| OnePlus One            | 6 juni 2014      |
| OnePlus 2              | 11 augusti 2015  |
| OnePlus X              | 5 november 2015  |
| OnePlus 3              | 14 juni 2016     |
| OnePlus 3T             | 28 november 2016 |
| OnePlus 5              | 27 juni 2017     |
| OnePlus 5T             | 21 november 2017 |
| OnePlus 6              | 22 maj 2018      |
| OnePlus 6T             | 6 november 2018  |
| OnePlus 7              | 14 maj 2019      |
| OnePlus 7 Pro          | 14 maj 2019      |
| OnePlus 7T             | 10 oktober 2019  |
| OnePlus 7T Pro         | 10 oktober 2019  |
| OnePlus 8              | 21 april 2020    |
| OnePlus 8 Pro          | 21 april 2020    |
| OnePlus Nord           | 21 juli 2020     |
| OnePlus 8T             | 16 oktober 2020  |
| OnePlus 9              | 26 mars 2021     |
| OnePlus 9 Pro          | 30 mars 2021     |
| OnePlus Nord CE        | 11 juni 2021     |
| OnePlus 10 Pro         | 13 januari 2022  |
| OnePlus Nord CE 2      | 22 februari 2022 |
| OnePlus Nord CE 2 Lite | 30 april 2022    |